# Wilbur Soot
Wilbur Soot, właśc. William Patrick Gold (ur. 14 września 1996) – brytyjski streamer Twitch, osobowość internetowa oraz muzyk.
Po raz pierwszy zasłynął w 2017 roku dzięki współpracy z komediowym kanałem YouTube SootHouse. Gold jest również częścią brytyjskiego zespołu indierockowego Lovejoy.

## Kariera YouTube
Soot stał się dobrze znany jako redaktor kanału grupy YouTube SootHouse, który został założony przez Soota i niektórych jego przyjaciół. Kanał składał się głównie z filmów z reakcjami, a jego członkowie dyskutowali m.in. o memach i life hackach.
Swój główny kanał, Wilbur Soot, założył 29 marca 2019 roku. Kanał zawiera treści związane z grami wideo, najczęściej z Minecraft. Gold również aktywnie transmituje na żywo na Twitchu, gdzie zgromadził ponad 4,6 miliona obserwujących w lipcu 2022 roku, co czyni go 39. najczęściej obserwowanym kanałem na platformie.
W 2020 roku Gold dołączył do ukierunkowanego na odgrywanie ról serwera Minecraft Dream SMP, prowadzonego przez tytułowego YouTubera Dream. Tam Gold założył fikcyjne państwo L’Manberg i ostatecznie stał się głównym autorem historii prezentowanych na serwerze. Gold rywalizował również w wielu turniejach Minecraft, w tym MC Championships i Minecraft Monday. W styczniu 2021 Gold był jednym z ośmiu uczestników turnieju szachowego BlockChamps, którego gospodarzem była WFM Alexandra Botez i jej siostra Andrea. Gold został wyeliminowany w pierwszej rundzie turnieju, kiedy przegrał z innym YouTuberem i streamerem GeorgeNotFound.

## Kariera muzyczna
Gold wydał swój pierwszy singiel „The ‘Nice Guy’ Ballad” w styczniu 2018 r., natomiast swój pierwszy album „Your City Gave Me Asthma” w 2020 roku. Gold po raz pierwszy znalazł się na listach z jego szóstym singlem „Your New Boyfriend”, wydanym w grudniu 2020 r., który osiągnął szczyt na brytyjskiej liście singli 65. Piosenka pojawiła się również na UK Indie Chart i Irish Singles Chart, gdzie uplasowała się odpowiednio na miejscach 10 i 100. Gold pojawił się również na kilku listach artystów, w tym Billboard 's Emerging Artists Chart i Rolling Stone 's Top Breakthrough Chart.
W 2021 roku założył indierockowy zespół Lovejoy. Gold jest wokalistą, autorem tekstów i gitarzystą rytmicznym, Joe Goldsmith gitarzystą prowadzącym i autorem piosenek, Mark Boardman perkusistą, a Ash Kabosu basistą. 9 maja 2021 roku zespół wydał swoją pierwszą EP-kę, Are You Alright? 20 maja 2021 roku zadebiutowali na liście Billboard 's Emerging Artists pod numerem 10. Ich druga EP-ka, Pebble Brain, została wydana 14 października 2021 roku osiągając numer 12 na brytyjskiej liście albumów. Lovejoy wydał singiel „Knee Deep at ATP” (cover utworu Los Campesinos! z 2008 roku) pod koniec 2021 roku wraz z animowanym teledyskiem.
W 2022 Lovejoy pojawił się na Here You Go, You Do It, albumie kompilacyjnym Crywank, wykonując piosenkę z 2013 roku „Privately Owned Spiral Galaxy”.
13 maja 2022 roku zespół po raz pierwszy wystąpił na żywo w browarze UnBarred w Brighton w ramach imprezy Joy Concerts RSVP pod nazwą Lampwith Sock.
W listopadzie 2023 roku Gold wydał swój drugi solowy album „Mammalian Sighing Reflex”

## Życie prywatne
Gold jest chory na astmę i hipochondrię. Kształcił się na Ravensbourne University London w latach 2017–2020, uzyskując tytuł licencjata w zakresie montażu i postprodukcji.